# شهرک‌های جمهوری خلق چین
شهرک‌های جمهوری خلق چین (به چینی:镇، به پین‌یین: zhèn، نویسه‌گردانی: ژِن) سطح چهارم و پایین‌ترین سطح تقسیمات اداری چین هستند که تابع شهرستان‌ها، شهرهای در سطح شهرستان و یا منطقه‌ها هستند.
در رتبه‌بندی مناطق در سلسله مراتب تقسیمات کشوری جمهوری خلق چین، شهرک‌ها، به همراهقصبه‌ها (به چینی:乡، به پین‌یین: Xiāng، نویسه‌گردانی:‌ شیانگ) و ناحیه‌ها (به چینی: 街道، به پین‌یین:‌ jiēdào، نویسه‌گردانی:‌ جیه‌داو)، در سطح چهارم تقسیمات اداری می‌باشد. در چین «شهرک» به شهرهای کوچک و مجزا که دورادور آن را مناطق روستایی احاطه کرده اشاره دارد، «قصبه» به مجموعه‌ای از روستاها و شهرکهای کوچک‌تر و مناطق روستایی محاط آن. ولی «ناحیه» به منطقه‌ای که بخشی از یک شهر بزرگتر است اشاره دارد. در سال ۱۹۹۵ چین دارای ۲۹٫۵۰۲ قصبه و ۱۷٫۵۳۲ شهرک بود.